# Ramon Currià i Caelles
Ramon Currià i Caelles (Almatret, Segrià, 1 de maig de 1881 – Lleida, Segrià, 1 de febrer de 1961) fou un músic pedagog, compositor i pianista català. Tingué un paper destacat en la vida musical lleidatana de la primera meitat del segle xx, amb una llarga carrera com a professor de música i compositor d'un gran nombre de cants destinats a la docència, així com de cançons, himnes i sardanes per a cor. Deixà publicats dos reculls de cants escolars i un tractat de música per a ús docent, així com una sardana per a piano, si bé la major part de les seves obres roman esparsa en forma de manuscrits autògrafs sense publicar en cases particulars de familiars, amics i coneguts i arxius principalment de l'àrea de Lleida.

## Biografia
Ramon Currià i Caelles va néixer a la petita vila d'Almatret (Segrià), d'on era originària la seva família, el 1881. Els seus pares foren Josep Currià Canals, sabater de Barcelona, i Magdalena Caelles Duaigües, natural d'Almatret. Als 3 anys la família es mudà a la ciutat de Lleida, on viuria tota la seva vida. Als 10 anys ingressà com escolà a la catedral de Lleida, on el so de l'orgue despertà la seva curiositat musical, i el mestre de capella mn. Lluís Derch li donà les seves primeres lliçons de piano.
Al cap de només 6 mesos de rebre lliçons de música ja fou nomenat organista suplent de la catedral, la qual cosa indica la seva precocitat musical. Aconseguí els diners per comprar-se un piano, cosa que els seus pares no es podrien permetre, dedicant-se a copiar partitures, a centenars, fins a tenir els diners necessaris. Segons el seu mateix testimoni, començà a donar classes de música el 1896, tasca a la que es dedicaria ininterrompudament gairebé fins al final de la seva vida. El 1899 obtingué la plaça d'organista de la Parròquia de Sant Joan de Lleida, que sabem que encara ostenta el 1905 quan anà a revisar el nou orgue Tepatti de l'església parroquial de Ponts, construït després de la destrucció de l'anterior durant la Guerra Civil de 1835.
A més de formar-se musicalment a l'Escolania de la Catedral de Lleida, també rebé classes de Cosme Ribera, i al 1905 obtingué una beca per anar a estudiar a Barcelona. L'any 1907 es va casar amb Carmen Hidalgo Carreño (1879-1920), de Sevilla, que regentava l'Escola Graduada de Noies annexa a l'Escola Normal de Lleida, on ell mateix ingressà per oposició, i hi donà classes des de 1914 a 1940. Carmen no gaudia de bona salut, i morí quan la seva única filla, Magdalena Currià Hidalgo (1908-1985) era encara una nena.
Currià guanyà diversos premis de composició als Certàmens de l'Acadèmia Bibliogràfico-Mariana de Lleida, els anys 1909, 1911 (1er Premi) i 1912, i el 1917 arribaria a ser-ne secretari del jurat. En aquesta època conegué Ricard Vinyes, qui li dedicà una foto “a mi paisano” el 1911.
El 1914, any en què ingressà a l'Escola Normal de Lleida per oposició, publicà el seu primer recull pedagògic “Cantos escolares”. El 1916 rebé l'encàrrec d'organitzar l'Escola de Música Provincial, i el 1932 guanyà la plaça de Professor de Música de l'Escola Normal de Lleida en cessar Julià Carbonell.
Dirigí i col·laborà amb diverses corals de Lleida, entre ells l'Orfeó Lleidatà, per a les que escriuria sardanes i himnes com Alberola i Recordantça i es relacionà amb grans personalitats com Enric Granados i Enric Morera.
El 1924 rebé les “Gracias de Real Orden” de la Real Orden de Alfonso XII, i durant aquests anys Currià es casaria en segones núpcies amb Maria Maselles Currià, neboda seva, després de rebre permís eclesiàstic, amb qui tindria diverses filles, de les quals quatre arribarien a l'edat adulta: Angelines, Juanita, Ma Carmen i Josepa Currià Maselles.
Amb el cop d'estat franquista i la fi de la democràcia, el 1938 s'inicià un procés de responsabilitats polítiques contra ell, ja que havia format part d'organitzacions esquerranes, i el 1939 estigué sotmès a depuració, amb suspensió de sou i càrrec durant 6 mesos. En la documentació del procés esmenta que no podia fer front a sancions econòmiques per tenir quatre filles i una neboda al seu càrrec. Malgrat haver patit aquest procés, anys més tard fou subvencionat per la mateixa esposa del General Franco. Aquesta dualitat de fets fa palesa la seva capacitat d'adaptar-se i sobreviure a les circumstancies difícils que va patir, en l'entorn polític i familiar, al llarg de la seva vida, sempre amb el focus posat en la música com a la seva font d'inspiració vital.
Els anys 1940 el trobem a Lleida i Barcelona fent concerts amb la soprano Carmen Oró, d'Artesa de Segre, a qui admirava molt i per a qui escriví una de les seves cançons més reeixides, L'aula del llorer.
Potser esperonat pels èxits en concursos locals, intentà guanyar premis de més envergadura com amb lHimno para gran orquesta y coral presentat a Lausanne (1954) amb el pseudònim Richard Klein, però no ens consta que guanyés en aquesta ocasió.
El 24 de febrer de 1959, ja jubilat, va rebre un bonic homenatge de l'Ajuntament de Lleida al Palau de la Paeria. Uns anys abans, Currià havia donat una còpia de Goyescas de Granados a la ciutat, que es conserva al llegat Bellmunt de l'Arxiu Municipal de La Paeria.
La seva mort el 1961 fou molt sentida, en tractar-se d'una de les figures més populars de la Lleida artística, i 8 anys després, el 1969, trobem obres seves en el Concert de Santa Cecília d'Autors Lleidatans, juntament amb Enric Granados, Ricard Viñes i Emili Pujol entre d'altres autors interpretats.
Els testimonis parlen d'ell com una persona afable, propera, generosa, artísticament brillant, treballadora, amb una gran vocació i un gran improvisador al piano.
Currià fou un artista també en la pintura. Dibuixà paisatges i retrats, com ara el de Ricard Viñes o el de Granados, sovint regalats a amics, així com d'altres que decoraven algunes de les cobertes de les partitures manuscrites.

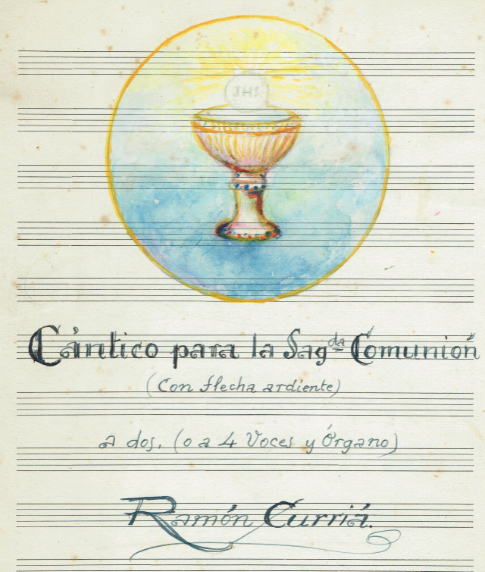
Portada de la partitura autògrafa "Cántico para la Sagrada Comunión" de Ramon Currià i Caelles.

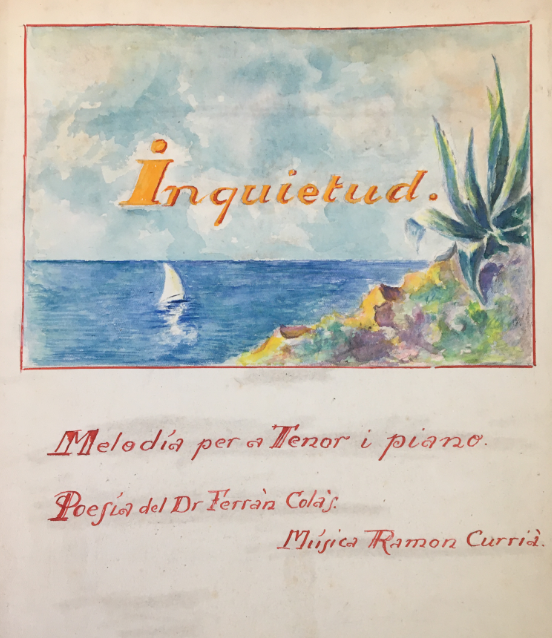
Portada de la partitura autògrafa "Inquietud" de Ramon Currià i Caelles.

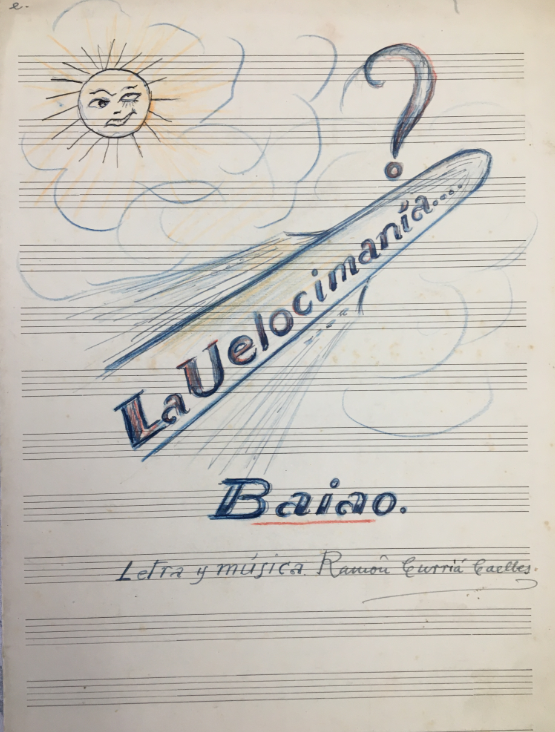
Portada de la partitura autògrafa "La Velocimanía..." de Ramon Currià i Caelles.

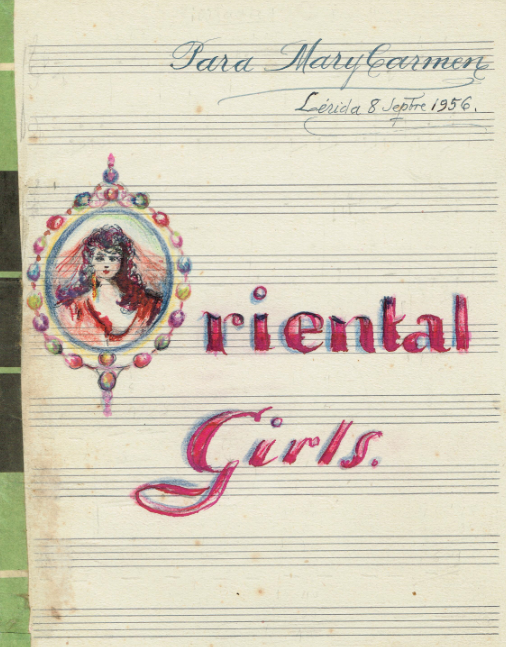
Portada de la partitura autògrafa "Oriental Girls" de Ramon Currià i Caelles.

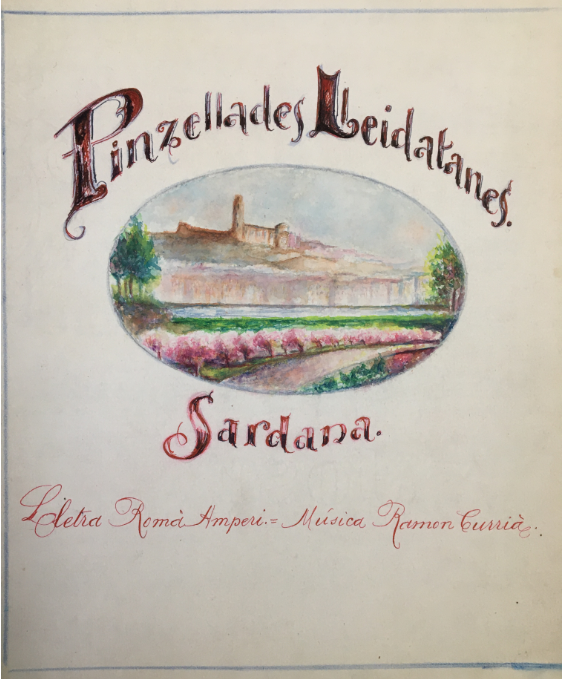
Portada de la partitura autògrafa "Pinzellades Lleidatanes" de Ramon Currià i Caelles.

## Obres
Fins a gener de 2021 hi ha prop d'un centenar d'obres localitzades de Ramon Currià Caelles, si bé coneixem per entrevistes de l'època que el nombre real pot ser bastant superior. Totes elles són peces individuals, d'un sol moviment, sovint per a veus blanques destinades a la didàctica musical, música religiosa (sovint mariana) i també per a cors (sardanes, himnes) i veus solistes (cançons de caràcter més popular). Així, Currià era un compositor de petites formes de música sobretot vocal, no pas d'obres extenses ni amb diversos moviments, a més d'un gran improvisador. Freqüentment també n'és l'autor de la lletra i de bells dibuixos a les portades de les partitures, i en obres escolars també ideava la coreografia per al moviment aeròbic dels alumnes. La gran majoria d'obres seves estan en forma de manuscrit, inèdites. Només es troben publicades les col·leccions de cants escolars Cantos escolares (Ed. Boileau, Barcelona, 1914) i El canto en la escuela (Llibreria Ibèrica, Lleida, 1929) i la sardana per a piano Riallera (Ed. Boileau, Barcelona, data sense especificar) escrita juntament amb Josep Farrés i Alcalde, a més del Tratado de música para escuelas normales i colegios de 1a y 2a enseñanza en 2 volums (Ed. Boileau, Barcelona, data sense especificar).
Sovint ens trobem en Currià amb un estil compositiu popular, per als mestres d'escola, per a la litúrgia, per a la gent, sense aspiracions avantguardistes, però amb gràcia, sempre tenint molt present a qui anava adreçada la música (intèrprets i públic). Malgrat conegué personalitats com Vinyes i Granados, es quedà a un pas pertànyer a les grans elits musicals, i es mogué en un nivell popular, molt apreciat i estimat en el seu temps però que ha motivat que ràpidament caigués en l'oblit.
Les seves obres són tonals, malgrat contenen algun cromatisme ocasional, estan ben escrites i pensades per a ser entenedores pel públic o congregació. Les obres amb lletra catalana (cançons, sardanes) tenen un regust molt toldranià i possiblement contenen la seva música més original (per exemple L'aula del llorer per a soprano, violí i piano i les sardanes corals Alberola i La revetlla de Sant Joan). La seva música didàctica i religiosa, que li va fer merèixer diversos premis, conté perles com l'Ave Maria i la bella cançó de bressol ¡Duérmete, niño chiquito!
Influït per la conjuntura històrica i per alguns esdeveniments vitals, té algunes peces forçadament patriòtiques espanyolistes com l' Himno al Sagrado Corazón de Jesús al que afegí, de forma molt reeixida i enginyosa, una segona veu amb la “Marcha Real”, a partir d'una versió anterior.
NOTA: deliberadament, en el llistat que segueix les obres manuscrites no contenen la data continguda en el manuscrit, perquè Ramon Currià escrivia la data en què copiava o dedicava la peça, no pas la data de composició.

### Música religiosa
- Ave Maria (veu, 2 violins, violoncel, piano)
- Ave Verum (veu, piano)
- 5 Ave Marías y Gloria Patris (cor 3v, orgue)
- Benedictus (veu solista, cor 2v, orgue)
- Cántico a Nuestra Señora la SSma Virgen del Pilar (cor 2v, orgue)
- Cántico para la profesión de una novicia en la Capilla de la Maternidad de Lérida como Hija de San Vicente de Paúl (veu solista, cor 2v, orgue)
- Cántico para la Sagrada Comunión (con flecha ardiente; cor 4v, orgue, violí, violoncel)
- Caramelles a 2 veus: Regina coeli, ora pronobis (cor 2v)
- Despedida a la Santísima Virgen (cor 2v, orgue)
- Himno al Sagrado Corazón de Jesús (cor 2v, orgue)
- Mater misericordiae (cor)
- Plegaria a la Santísima Virgen (veu i piano/orgue)
- Profesión religiosa (Cántico solemne; 2v, orgue)
- Regina coeli (cor 4v, orgue)
- Tu Gloria Jerusalem (cor)
- Venid a mí (Coplas para la Sagrada Comunión; cor 2v, orgue)
- Visión celestial – Ave Maria (cor 3v, orgue)

### Música coral profana
- Alberola (sardana; cor 4v, piano)
- Himne a l'estandart (cor)
- Himne a la Senyera (cor 5v, piano)
- Himne al treball (sardana; cor 5v, piano)
- Himne del Centre Excursionista Lleidatà (cor)
- Himno a gran orquesta y coral
- La revetlla de Sant Joan (sardana; cor 4 v, piano)
- Mariola (sardana; cor)
- Pinzellades lleidatanes (sardana; cor 4v, piano)
- ¡Recordantça! (cor 3v, piano)
- Remembrantça (cor 4v, piano)

### Música profana per a veu solista
- Campanar de Sant Llorenç (baríton, piano)
- ¡Chamberilera soy! (chotis; veu, piano)
- Inquietud (melodía; tenor, piano)
- L'Aula del llorer (soprano, violí, piano amb violoncel opcional)
- La Pilarica (jota; soprano, piano)
- La velocimanía... (baiao; veu, piano, timbal opcional)
- Manué García (pasodoble; veu, piano)
- ¡Oh, París de mes amours! (vals; soprano, piano)
- Para tí (tango; veu, piano)
- Rosío, “la cortijera” (pasodoble; veu, piano)
- Serenata brasileña (veu, 4 Violins, 3 saxos, 2 trompetes, trombó, clarinet baix i bateria)
- Serenata “La promesa” (veu, piano)
- ¡Soy gitanilla...! (Lambra-Garrotín; veu, piano)
- Thatot (Vals; veu, piano?)

### Música instrumental
- ¡A los toros! (pasodoble; piano)
- Chiqui (Schotisch castizo; piano)
- Llunera (sardana; partitura no localitzada amb instrumentació desconeguda)
- Ma del Carmen (Mazurka para piano. Rememorando a Chopin; piano)
- One-step per a l'entrada de la Reina de les modistes al Ball de la Festa de l'Agulla
- Oriental Girls (piano, gong opcional)
- Pacquet (pericón; piano, harmònium, violí, violoncel, trompeta, trombó de vares i bateria)
- Riallera (sardana; piano), escrita conjuntament amb Josep Farrés i Alcalde
- Vals de las velas (piano)
- Vino de Montilla (pasodoble; banda)

### Col·leccions escolars publicades
- Cantos escolares (veus blanques i piano). Ed. Boileau-Bernasconi, Barcelona, 1914. Contingut: 1) La escuela; 2) Las hormigas; 3) Canción de cuna; 4) Las violetes; 5) Las golondrinas; 6) La campana; 7) A la bandera; 8) A la patria; 9) Al entrar en la escuela; 10) Al salir de la escuela.
- El canto en la escuela (veus blanques i piano). Llibreria Ibèrica, Lleida, 1929. Contingut: I) Plegaria; II) Cantemos compañeros…; III) Los soldados; IV) ¡Salve anciano! (himno); V) Canto al libro; VI) Mi caballo; VII) El surtidor.

### Col·leccions escolars no publicades
- El cant a l'escola (cor infantil 4v, piano). Peces trobades d'aquesta sèrie: El ninot fet cavaller (dança); L'istiu (la sega).
- El canto en la escuela (cor infantil 2v, piano). Peça trobada d'aquesta sèrie: Canción de cuna “¡Duerme niño chiquito!”.
- El cant típic a l'escola (cor infantil 2v, piano). Peces trobades d'aquesta sèrie: Caramelles – tuna estudiantina (estil popular); La revetlla de Sant Joan.
- El canto rítmico en la escuela (cor infantil 2-3v, piano). Peces trobades d'aquesta sèrie: El verano (la siega) / L'istiu (la sega); El otoño (fiesta de la vendimia); El invierno (deportes).
- El canto rítmico en la escuela - párvulos (cor infantil 2v, piano). Peça trobada d'aquesta sèrie: A.-E.-I.-O.-U.
- Canciones infantiles (veus blanques, piano) Contingut: 1) Mi Dios; 2) Dulce patria; 3) Trabajemos juntos; 4) Invierno; 5) Primavera; 6) Verano junto al mar; 7) Otoño.
- Cançons d'infants (veus blanques y piano). Peça trobada d'aquesta sèrie: 7) La nina.
- El canto religioso en las escuelas (veus blanques, orgue). Contingut: 1) Salve Regina; 2) Despedida a la Santísima Virgen; 3) Himno al Sagrado Corazón de Jesús.

### Cants escolars no associats a sèries o col·leccions
- Ball pla de Lleida (cor infantil 4v, piano)
- Primavera (emblema de las Juventudes; cor infantil 2 v, piano)
- Himno al árbol (cor infantil)
- Himno "Los premios" (cor infantil)

### Transcripcions i arranjaments
Entre d'altres:
- Juan del Encina (1468-1529): Égloga (arranjament per a cor 3v, orgue i violí)
- Felix Mendelssohn (1809-1847); Richard Wagner (1813-1883): Marcha nupcial (2 violins, violoncel, orgue)
- Robert Schumann (1810-1856): Rêverie (Ensueño; arranjament per a 2 violins o violí i violoncel)
- Tomás Bretón (1850-1923): La Dolores (jota aragonesa; arranjament per a piano sol)
- Lluís Carreras Esclusa (1892-1960): Retorno (vals canción: arranjament per a piano sol)
- Victor Young (1900-1956): Dalila (de la pel·lícula “Sansón y Dalila”; arranjament per a piano sol)
- Autor desconegut: Mazurka (arranjament per a piano sol)

### Tractats teòrics publicats
- Tratado de música para escuelas normales y colegios de 1a y 2a enseñanza (en 2 volums). Ed. Boileau-Bernasconi, Barcelona.
- Programa de música de 1er curso – Escuela Normal de Maestros de Lérida. Librería de Ramón Urriza, Lleida, 1927.